# カルパナ・チャウラ
カルパナ・チャウラ（Kalpana Chawla、1962年3月17日 - 2003年2月1日）は、インド系アメリカ人宇宙飛行士。スペースシャトルのミッションスペシャリスト（搭乗運用技術者）。スペースシャトル・コロンビアの事故（コロンビア号空中分解事故）により死亡した7人の飛行士のうちの1人。

## 生涯
ハリヤーナー州カルナールの出身。パンジャブ工科大学を卒業後渡米し、テキサス大学アーリントン校で修士号、コロラド大学ボルダー校で航空宇宙工学の博士号を取得した。アメリカ人男性と結婚して1991年にアメリカ合衆国の国籍を取得。
宇宙飛行士としてはミッション・スペシャリストとしてロボットアームの操作訓練を受け、1997年に打ち上げられたスペースシャトルミッションSTS-87では、太陽観測衛星スパルタン201-04の放出と回収になど携わった。2回目のシャトル搭乗となった2003年のミッションSTS-107では微小重力下の実験を担当したが、シャトル帰還時に発生した機体分解事故により殉職した。
事故の前年に打ち上げられていたインドの気象衛星MetSat-1は、彼女を記念して2003年にKalpana-1（カルパナ-1）と改名された。また小惑星カルパナ・チャウラも彼女を記念した命名である。母校のテキサス大学アーリントン校は彼女を記念して2004年にカルパナ・チャウラホール（学生寮）を建設。学生たちの間ではKCホールと呼ばれている。